# Anders als die Andern
Anders als die Andern er en tysk stumfilm fra 1919 af Richard Oswald.

## Medvirkende
- Conrad Veidt som Paul Körner
- Leo Connard
- Ilse von Tasso-Lind
- Alexandra Willegh
- Ernst Pittschau